# Muzdurlar
Muzdurlar är en ort i Azerbajdzjan.   Den ligger i distriktet Goranboj, i den centrala delen av landet, 280 km väster om huvudstaden Baku. Muzdurlar ligger 212 meter över havet och antalet invånare är 1 362.
Terrängen runt Muzdurlar är lite kuperad. Närmaste större samhälle är Dalimamedli, 2,9 km väster om Muzdurlar.
Trakten runt Muzdurlar består till största delen av jordbruksmark. Runt Muzdurlar är det ganska tätbefolkat, med 70 invånare per kvadratkilometer.